# Edward Penfield

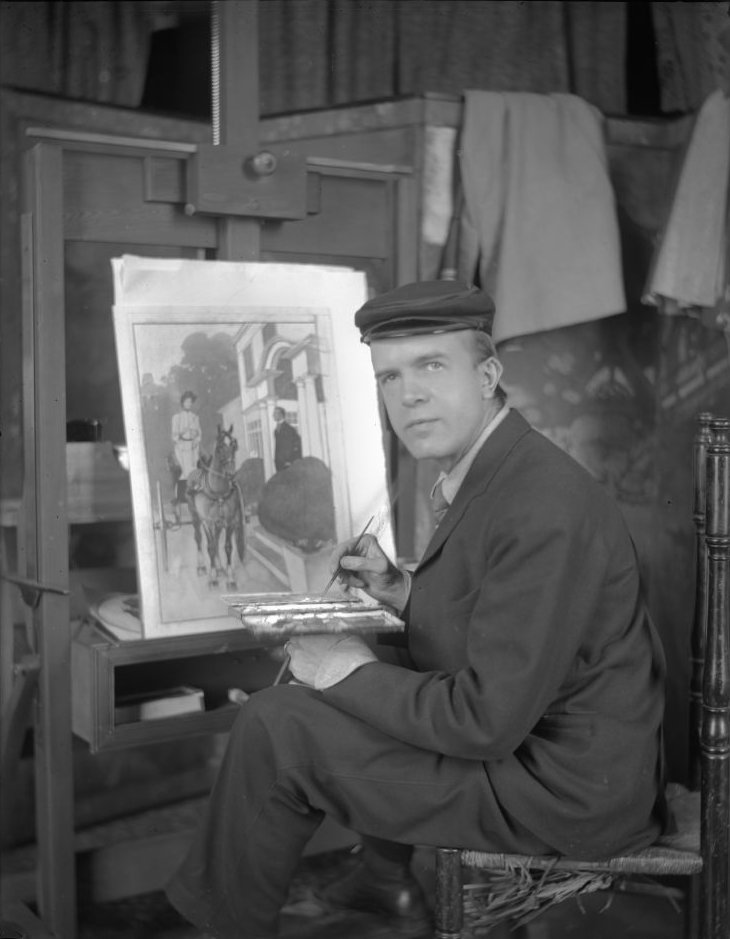
Edward Penfield

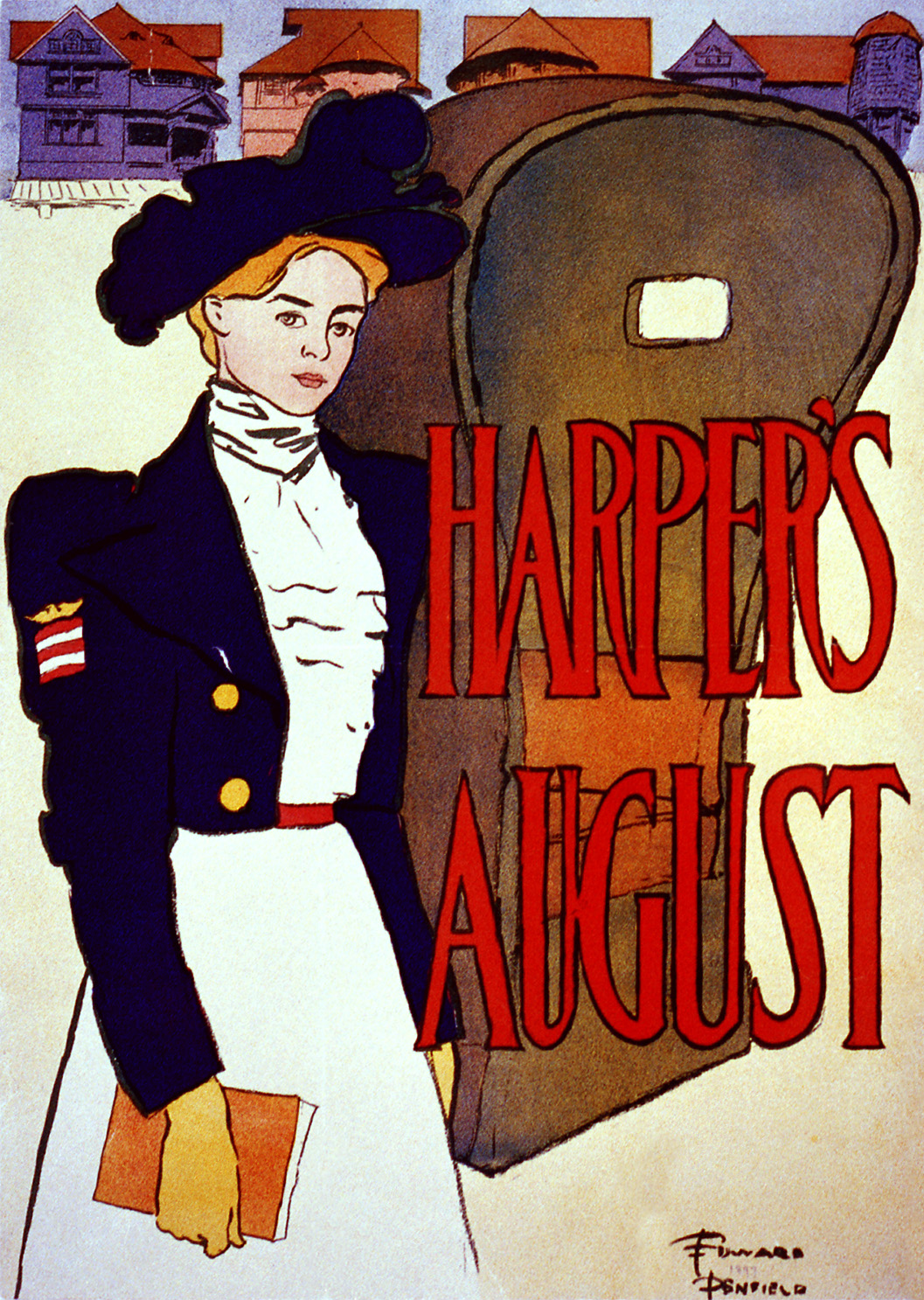
Poster voor Harper's Magazine uit 1897.

Edward Penfield (Brooklyn, New York, 2 juni 1866 – aldaar, 1925) was een toonaangevende Amerikaanse illustrator in het tijdperk dat wij kennen als de Gouden Eeuw van de Amerikaanse Illustratie en hij wordt beschouwd als de vader van de Amerikaanse poster. Zijn werk is opgenomen in bijna alle boeken over de Amerikaanse illustratie of de geschiedenis van de poster. Hij is ook een belangrijke figuur in de evolutie van de grafische vormgeving. 
Hij was een zoon van Ellen Lock Moore en Josiah B. Penfield. Hij studeerde eerst in New York's Art Student's League en gaf daar later les.  Hij werkte onder George de Forest Brush, die bekendstond om zijn romantische scènes van het leven van de Amerikaanse indianen. Hij werkte eerst voor Harper's Weekly waarvoor hij iedere maand een omslag ontwierp en werd later artdirector. Tevens maakte hij illustraties voor Collier's, Life, Ladies' Home Journal, The Saturday Evening Post, Scribner's  en Metropolitan Magazine. 
Hij ontwierp advertenties voor Arrow, Kodak, en Pierce Arrow Automobiles. Penfield ontwikkelde zijn eigen unieke stijl van vereenvoudigde figuren met duidelijke lijnen die vrij zijn van details. Penfield ontwierp ook affiches voor onder anderen The Boston Sunday Herald, Orient Cycles en Cornell. Hij schreef en publiceerde een boek met de titel Holland Sketches, gepubliceerd door Scribner in 1907. 
Zoals kunstenaars, als Alphonse Mucha , Théophile-Alexandre Steinlen en Toulouse-Lautrec de poster in Europa populair maakten, volbracht Penfield  dezelfde prestatie in de Verenigde Staten. Voor zijn affiches, gebruikte Penfield eenvoudige vormen en een beperkt palet van kleuren.